# Mályinka
Mályinka is een plaats (község) en gemeente in het Hongaarse comitaat Borsod-Abaúj-Zemplén. Mályinka telt 562 inwoners (2001).